# توماس فيو
توماس فيو (بالإسبانية: Tomás Vio)‏ (25 تموز / يوليه 1921 – 5 كانون الأول / ديسمبر 2001) هو لاعب كرة سلة أرجنتيني سابق تنافس في دورة الألعاب الاولمبية الصيفية عام 1948 حيث حصلوا على المركز 15.

## روابط خارجية
- توماس فيو على موقع الاتحاد الدولي لكرة السلة (الإنجليزية)
- توماس فيو على موقع سبورتس رفرنس (الإنجليزية)
- توماس فيو على موقع أوليمبيديا (الإنجليزية)